# リチャード・T・ヘフロン
リチャード・T・ヘフロン（Richard T. Heffron、1930年10月6日 - 2007年8月27日）は、アメリカ合衆国の映画監督である。

## 経歴
1930年10月6日、イリノイ州シカゴに生まれる。1977年、ピーター・フォンダ主演の『アウトローブルース』を手がける。2007年8月27日、ワシントン州シアトルにて死去。76歳没。

## フィルモグラフィー

### 映画
- フィルモア 最后のコンサート Fillmore （1972年）
- カリフォルニア・キッド The California Kid （1974年）
- いなご軍団襲来/大自然の狂った日 Locusts （1974年）
- インディアン・ソルジャー/3000キロ大陸横断大追跡 I Will Fight No More Forever （1975年）
- 未来世界 Futureworld （1976年）
- トラックダウン Trackdown （1976年）
- アウトローブルース Outlaw Blues （1977年）
- マイ・ライフ See How She Runs （1978年）
- フーリング Foolin' Around （1980年）
- 愛と殺意の海域 A Whale for the Killing （1981年）
- 探偵マイク・ハマー 俺が掟だ! I, the Jury （1982年）
- 愛と大空に翔けた翼 Pancho Barnes （1988年）

### テレビ
- V V （1984年）
- 南北戦争物語 愛と自由への大地 North and South （1985年）